# Rijksmuseum van Oudheden
Il Rijksmuseum van Oudheden ("Museo statale delle Antichità"; abbreviato: RMO) è un museo archeologico di Leida, nei Paesi Bassi, fondato nel 1818.

## Storia
Il museo fu fondato ufficialmente nel 1818 da re Guglielmo I dei Paesi Bassi.
Dopo che il re ebbe fondato il museo, si dovette trovare un luogo adatto per ospitare la collezione:  il direttore del museo, Caspar Reuvens (scomparso nel 1835), individuò come sede adatta un'ex-casa patrizia sul Rapenburg, che era stata acquistata dell'Università di Leida nel 1801.
Il complesso fu quindi ampliato nel 1819 con la costruzione di altri edifici adiacenti all'edificio principale. Gli edifici tuttavia ospitavano in gran parte le collezioni del Museo di Storia Naturale e, con l'arricchimento della collezione del Rijksmuseum van Oudheden, cresciuta negli anni trenta del XIX secolo grazie a varie donazioni, l'edificio si rivelò insufficiente per ospitarla, tanto che il museo archeologico fu costretto a trasferirsi nel 1837 in un edificio sulla Breedstraat.
In seguito, nel 1893 parte della collezione del Rijksmuseum van Oudheden dovette però essere nuovamente trasferita nell'edificio al nr. 28 del Rapenburg.
Nel 1918, si scelse infine di trasferire la sede del Museo di Storia Naturale, che sarebbe poi diventato il Naturalis.
Tra il 1996 e il maggio 2001, fu intrapresa un'opera di ristrutturazione degli edifici che ospitano il museo.

## Descrizione
L'edificio principale in cui è ospitato il museo era un ex-convento di suore, utilizzato come tale fino alla fine del XVI secolo.

## La collezione
Il museo ospita complessivamente circa 150.000 reperti. La collezione comprende vari oggetti, quali tessuti, scarpe, oggetti bronzei, strumenti musicali, ecc. provenienti da varie parti del mondo.
Il museo ospita, tra l'altro, una delle più ampie collezioni di reperti archeologici dell'Antico Egitto al mondo. Tra i reperti principali di questa collezione, figura il tempio di Taffeh, visibile nella sala principale del museo, dove trova posto dal 1979 e reperti provenienti dalla Tomba di Ptahmes in Saqqara.
Vi è inoltre una sezione dedicata all'archeologia dei Paesi Bassi, dalla Preistoria al Medioevo.

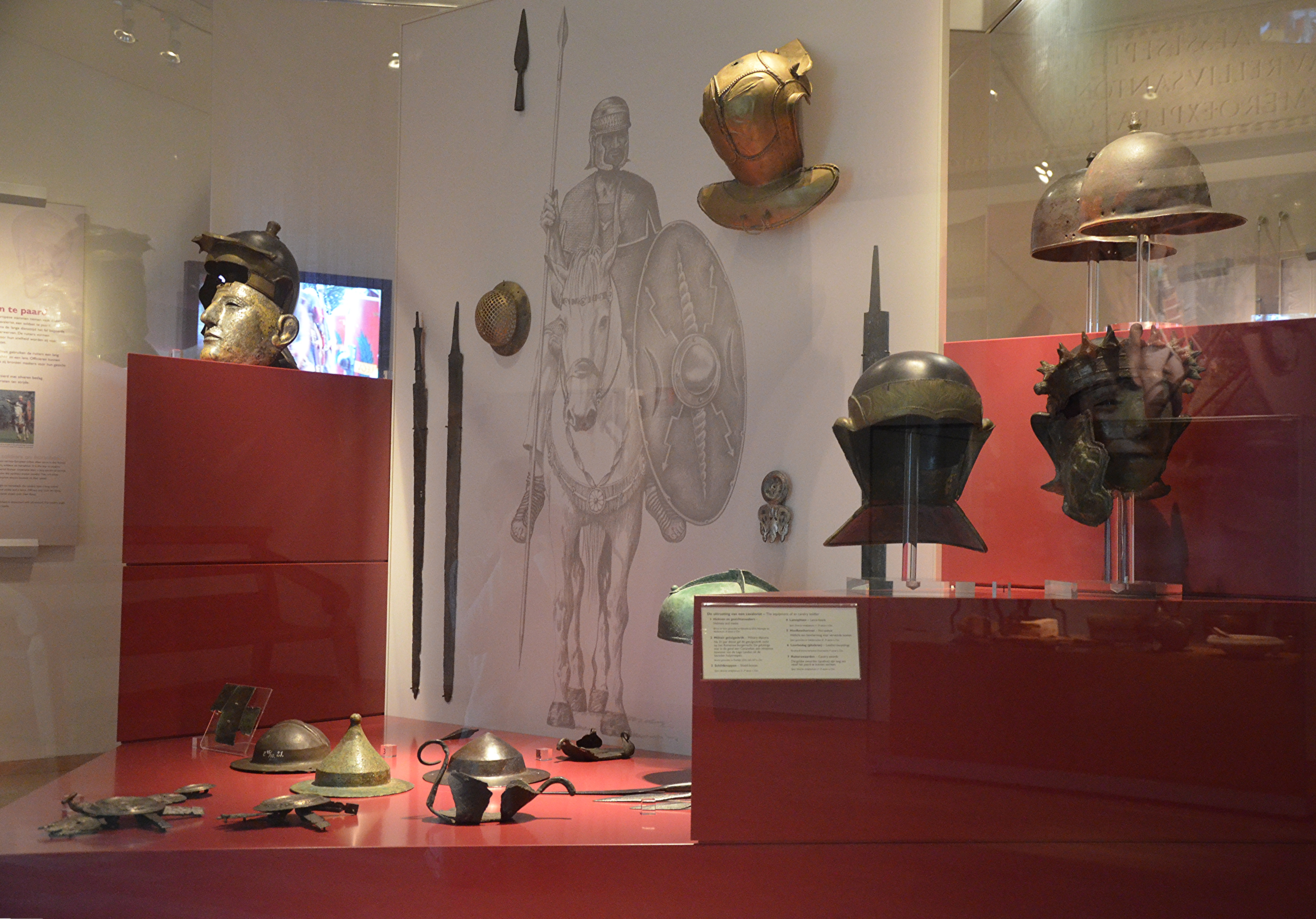
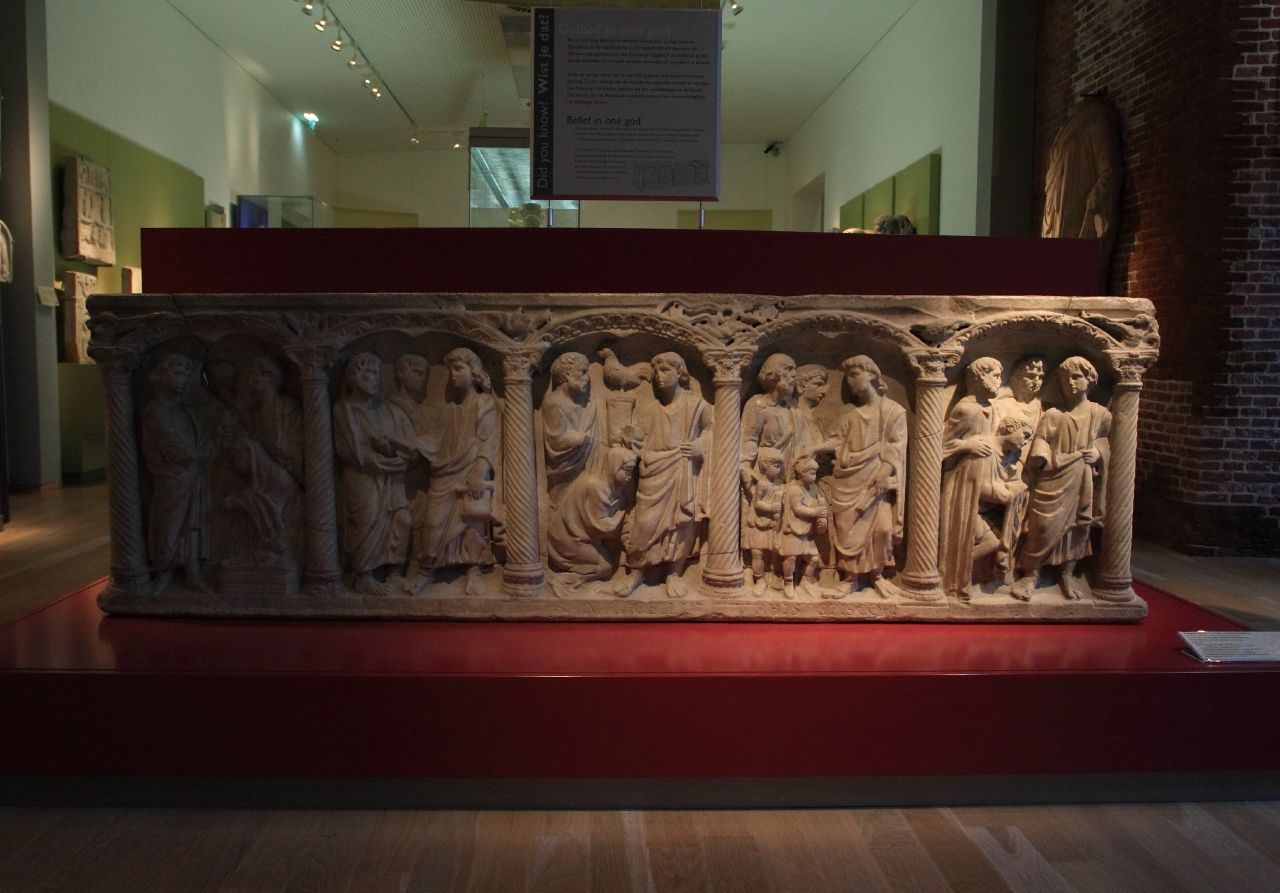
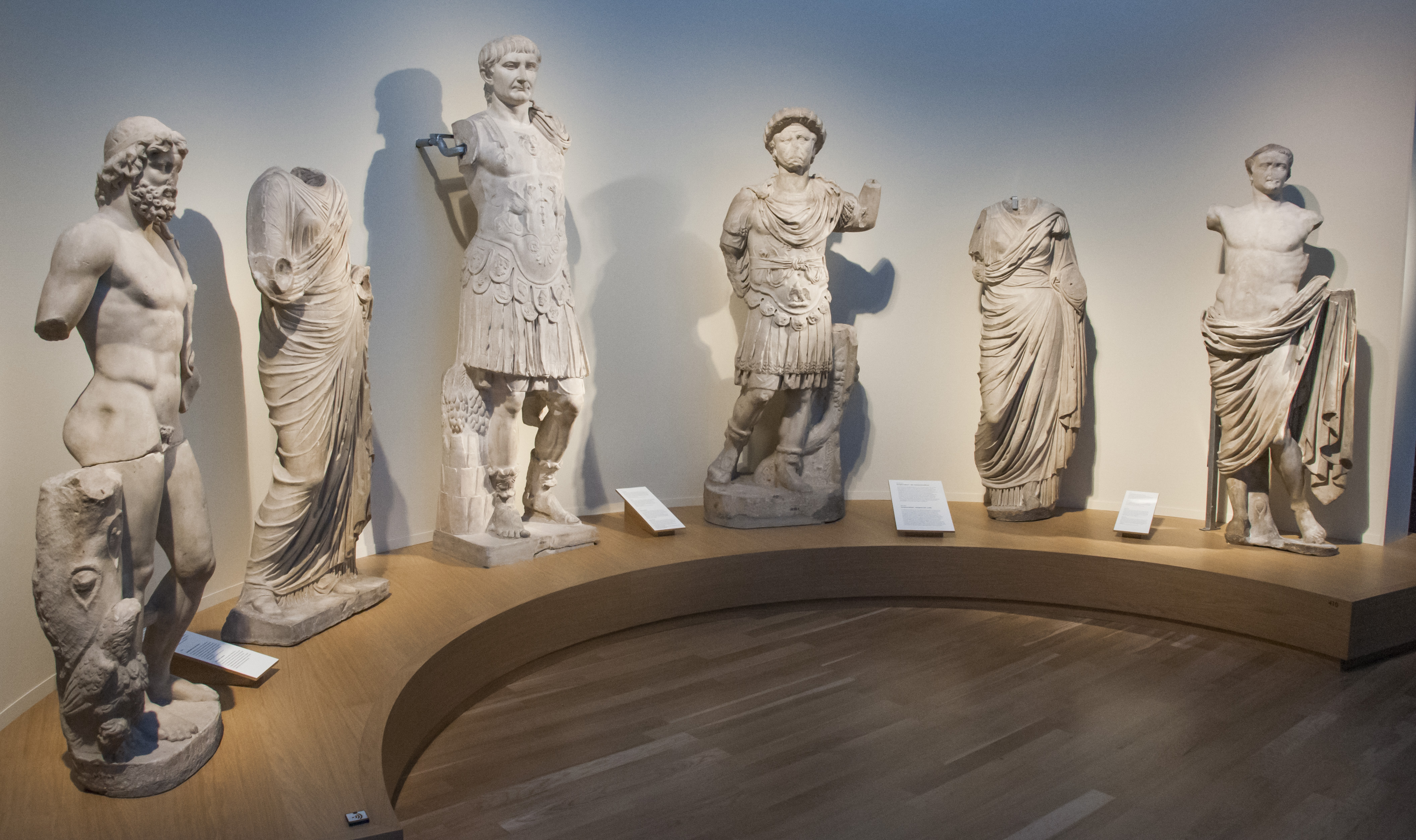
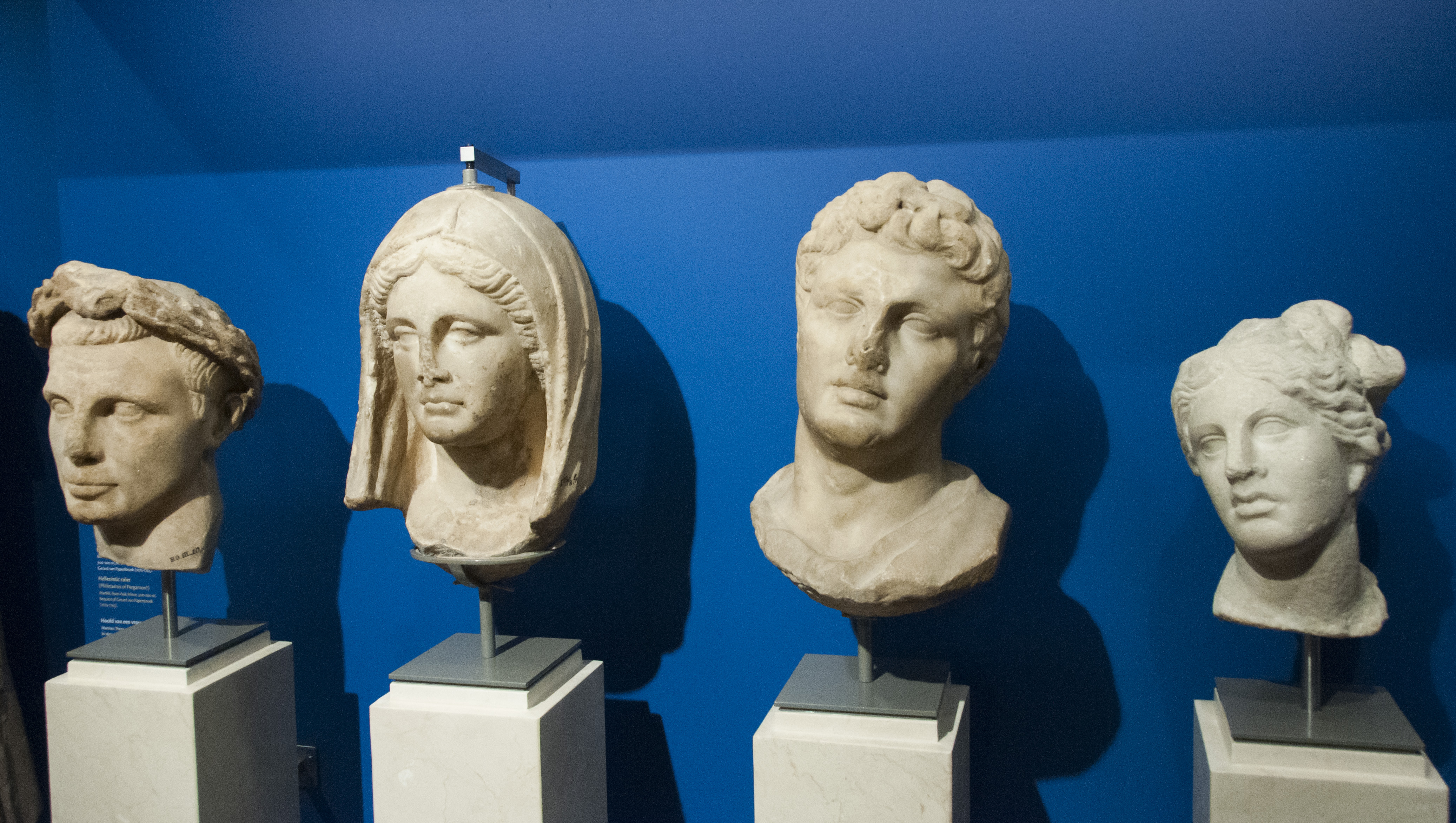
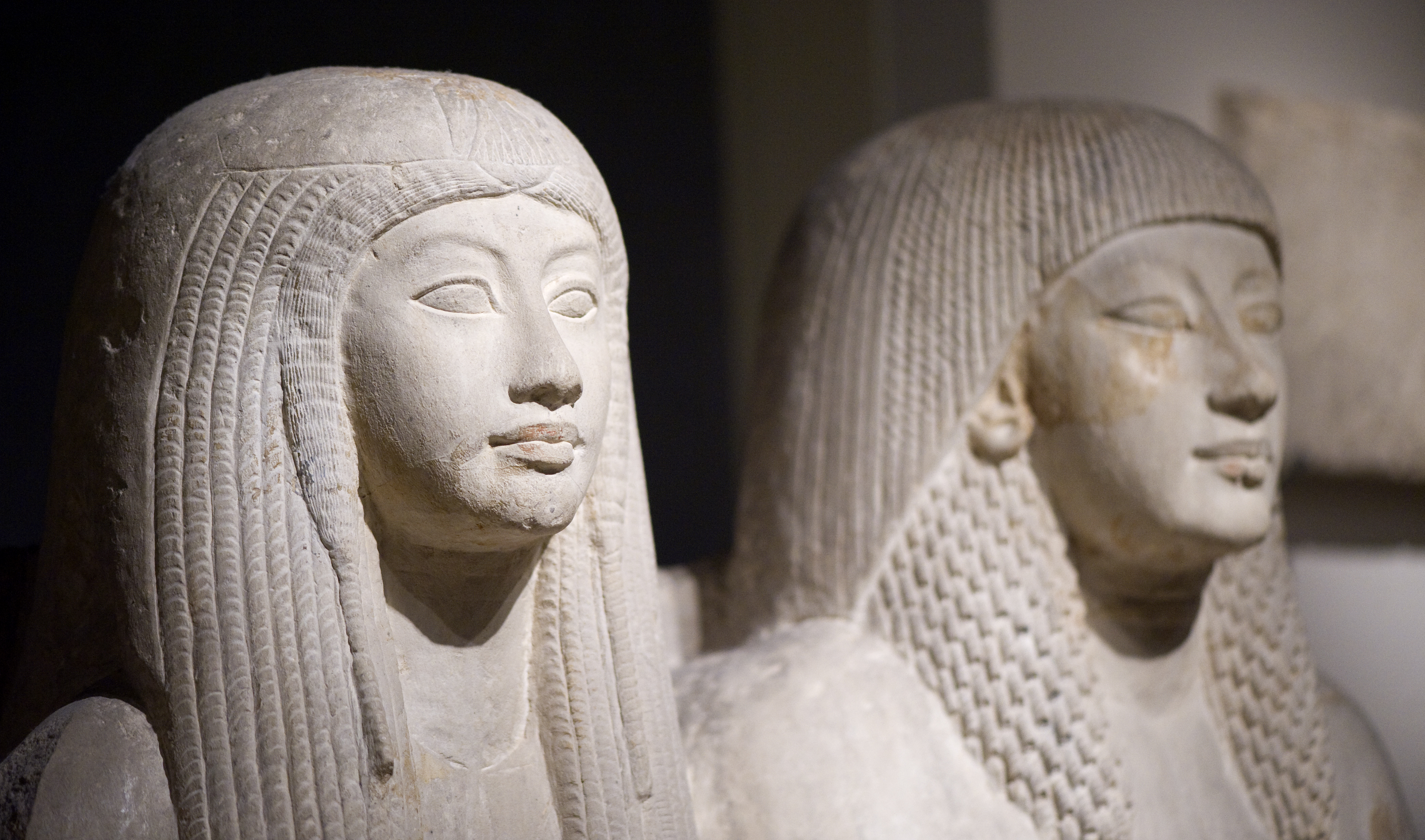
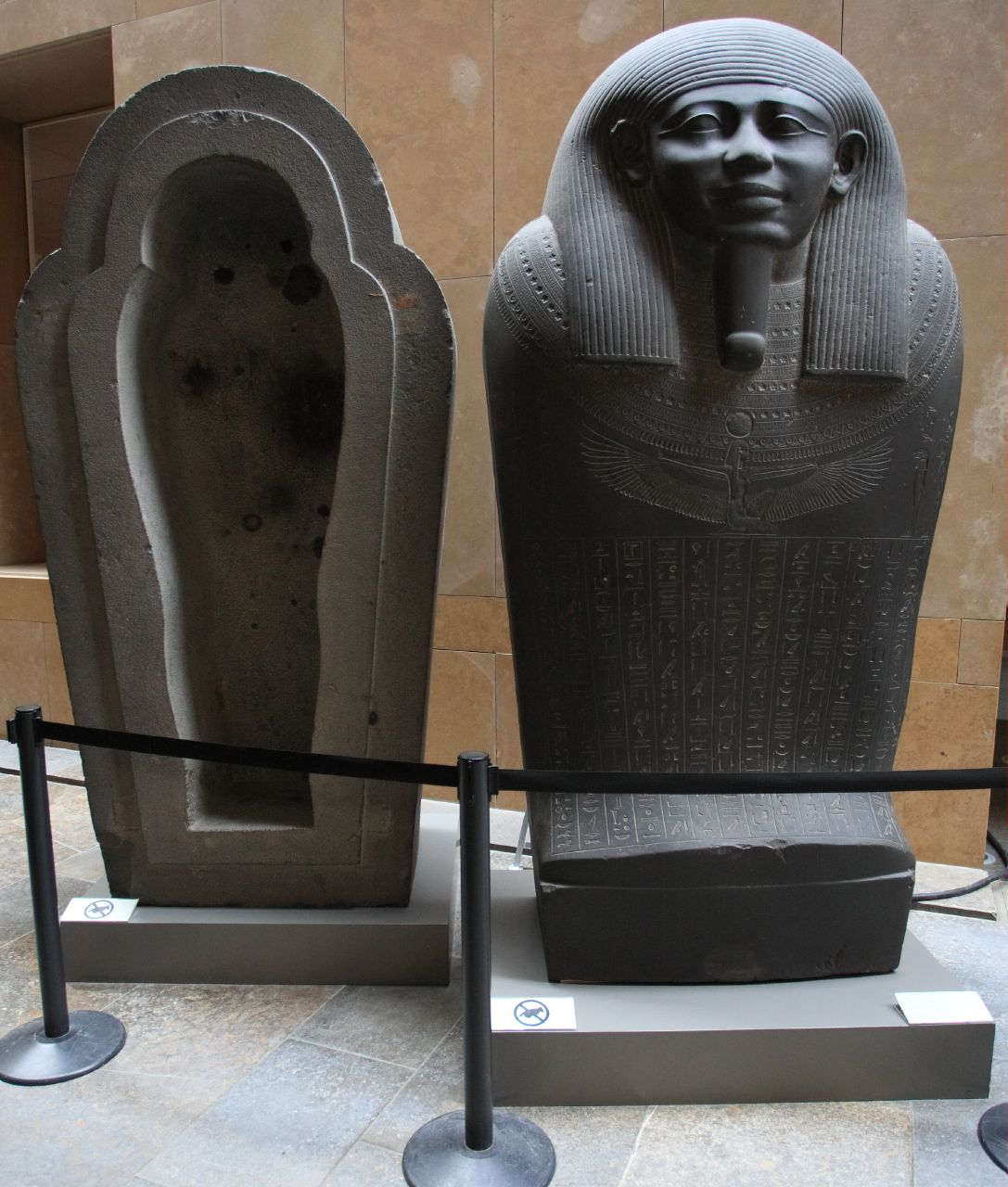
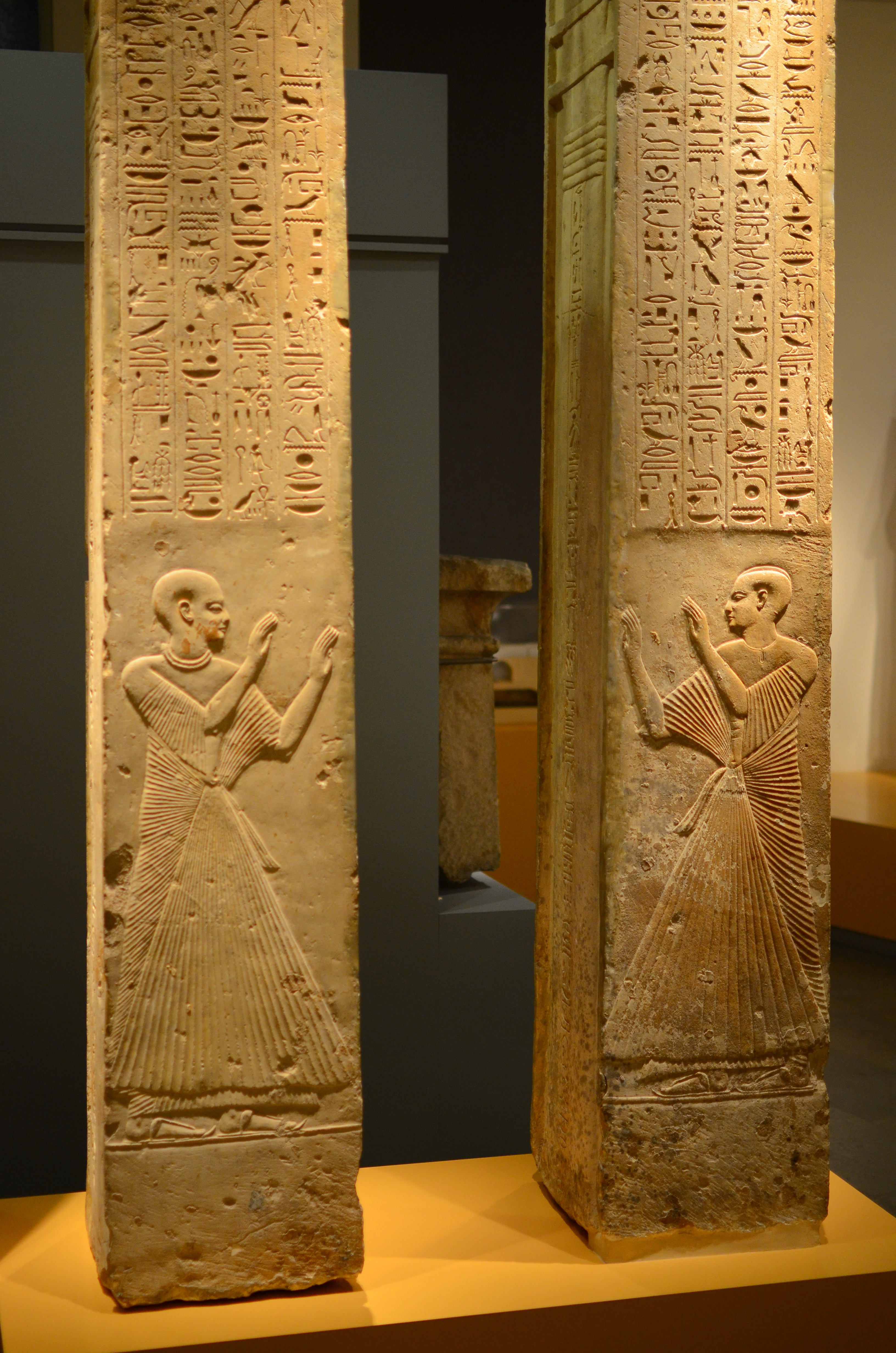
Due dei quattro pilastri della Tomba di Ptahmes

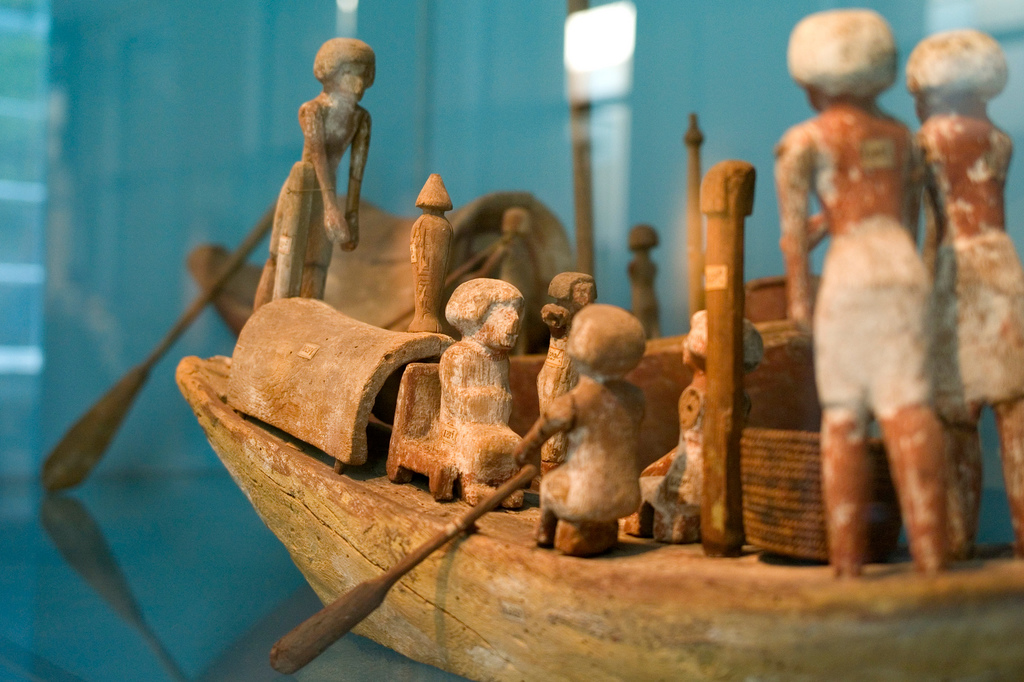
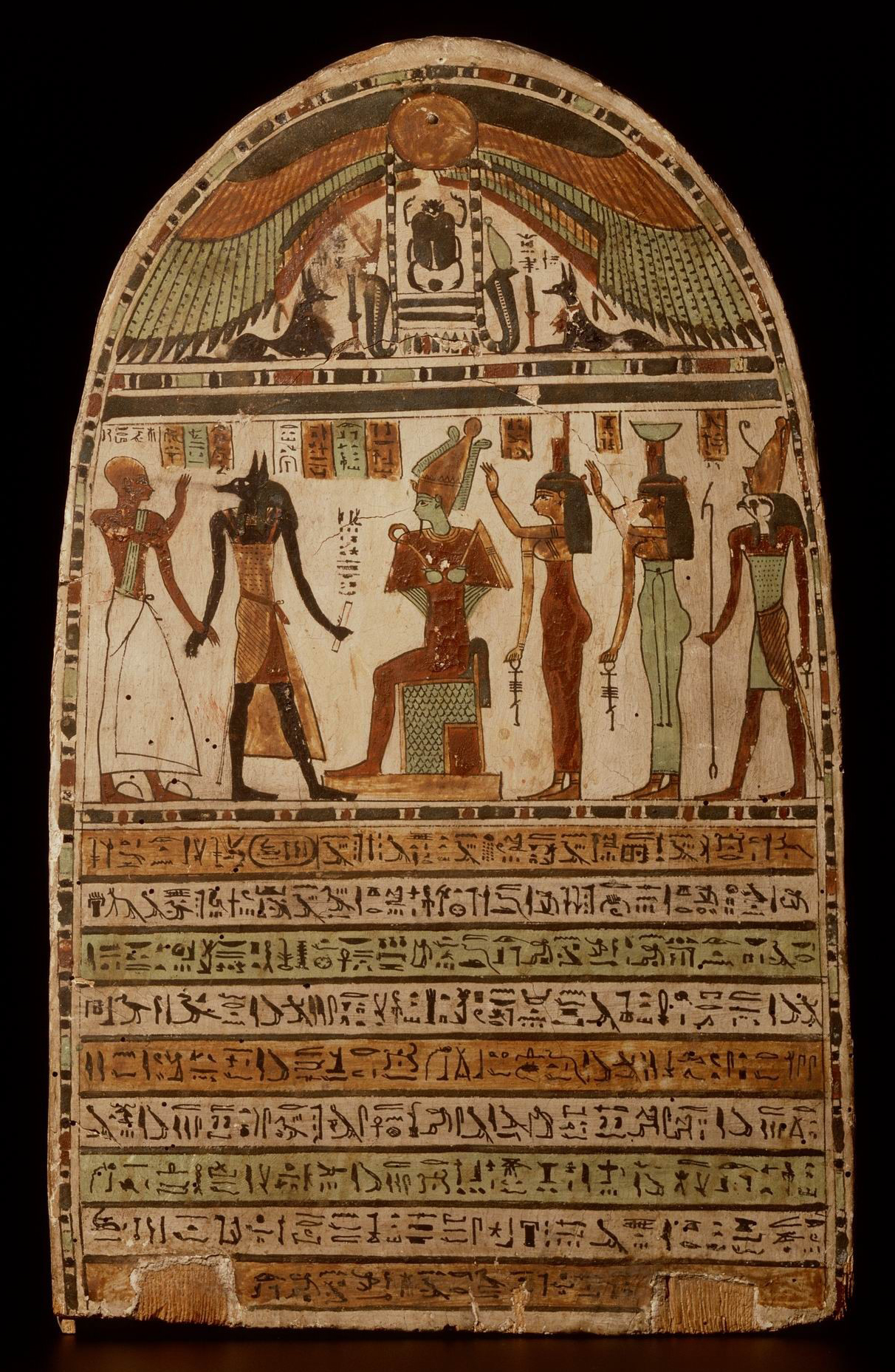
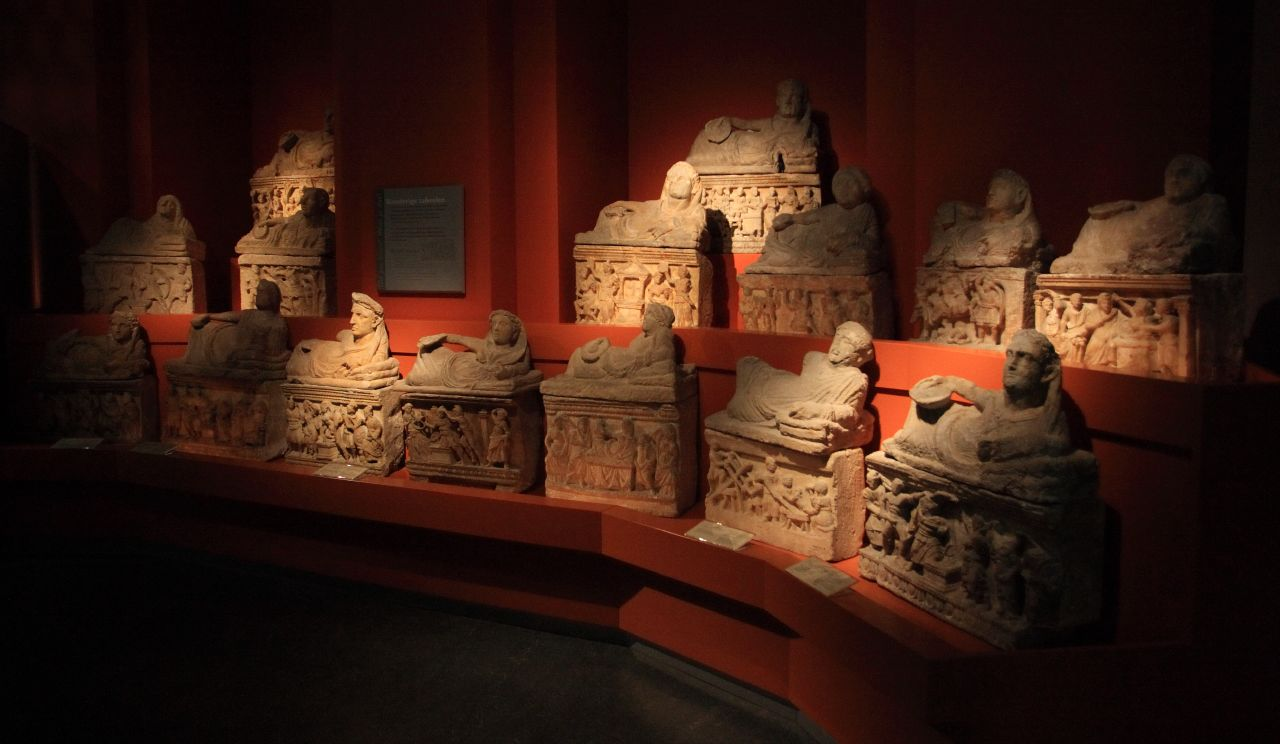
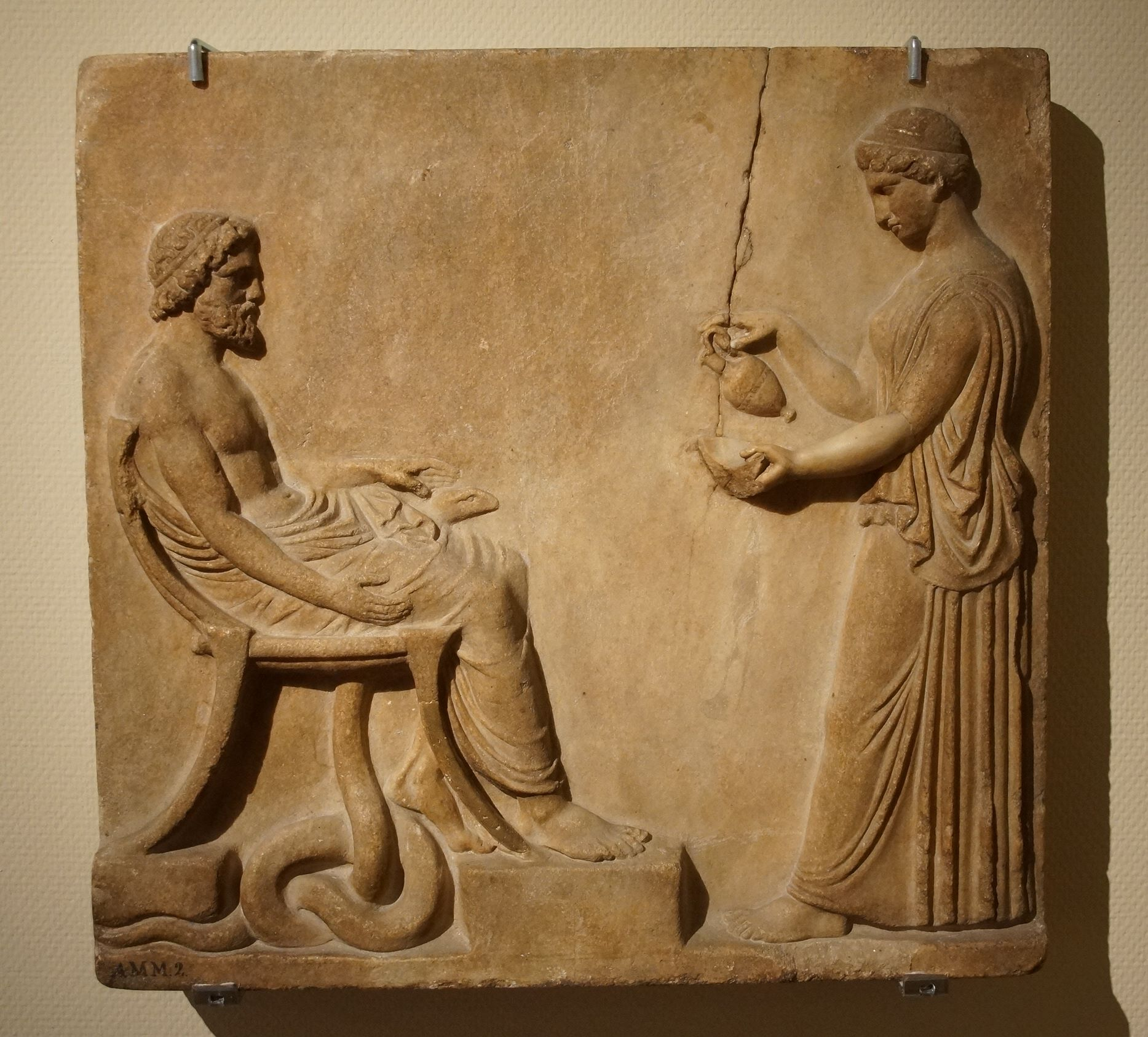
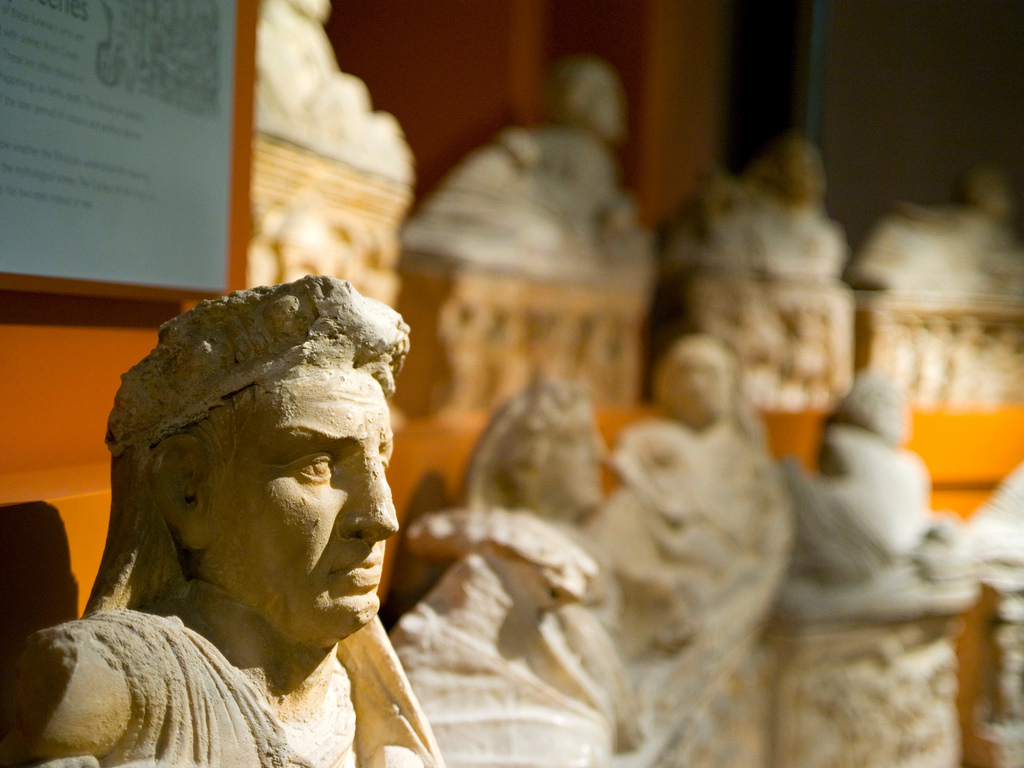
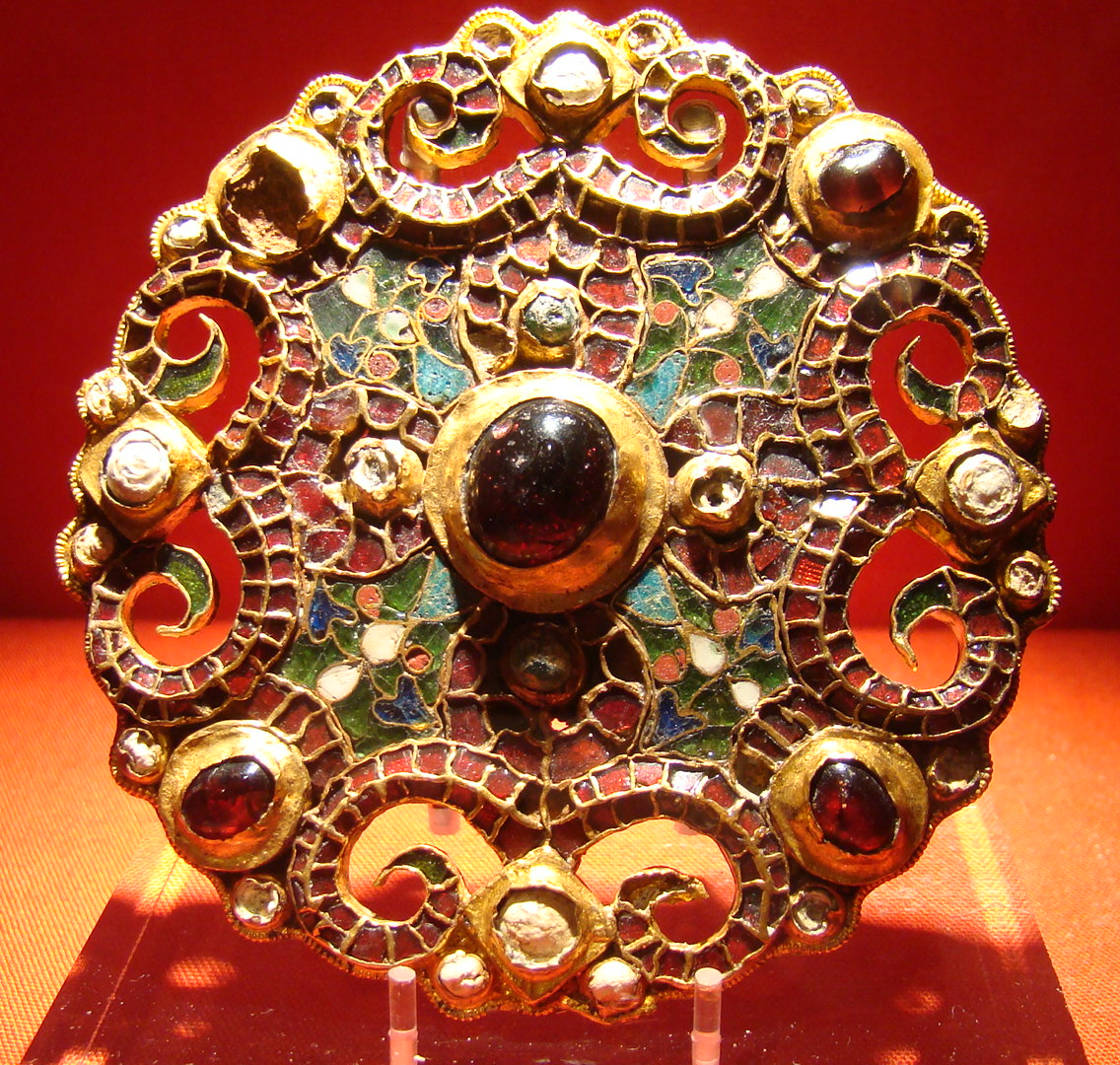
La fibula di Dorestad